# Tescelin de Fontaine
Tescelin de Fontaine též Tescelin le Roux († asi 1130) byl burgundský šlechtic a otec sv. Bernarda z Clairvaux.

## Život
Pocházel z rodu vazalů burgundského vévody. Patřil mu určitý majetek v oblasti Montbard. Velmi mlád se oženil a z manželství se narodilo 7 dětí (šest synů a jedna dcera), z nichž nejstarším byl pozdější světec Bernard, výrazná postava cisterciáckého řádu. Podle tradice se Tescelin podílel na fundaci kláštera Clairvaux, kde později působili jeho synové Bernard a Nivard. Zemřel kolem roku 1130.
Tescelin nebyl nikdy oficiálně beatifikován nebo kanonizován. V cisterciáckém řádu přesto bývá jméno Tescelin (někdy ve tvaru Tecellin nebo Tecelín) používáno jako jméno mnišské. Mezi jeho nositeli byl například vyšebrodský opat Tecelín Jaksch.